# Stig-Arne Gunnestad
Stig-Arne Gunnestad (Oslo, 12 de febrero de 1962) es un deportista noruego que compitió en curling.
Participó en los Juegos Olímpicos de Nagano 1998, obteniendo una medalla de bronce en la prueba masculina. Ganó dos medallas de bronce en el Campeonato Europeo de Curling, en los años 1986 y 1998.

## Palmarés internacional
| Juegos Olímpicos   | Juegos Olímpicos       | Juegos Olímpicos  | Juegos Olímpicos |
| Año                | Lugar                  | Medalla           | Prueba           |
| ------------------ | ---------------------- | ----------------- | ---------------- |
| 1998               | Nagano (Japón)         | Medalla de bronce | Equipo           |
| Campeonato Europeo |                        |                   |                  |
| Año                | Lugar                  | Medalla           | Prueba           |
| 1986               | Copenhague (Dinamarca) | Medalla de bronce | Equipo           |
| 1998               | Flims (Suiza)          | Medalla de bronce | Equipo           |